# Ignacio Cobos Vidal
Ignacio Cobos Vidal   (Madrid, 12 de juny de 1966) és un jugador d'hoquei sobre herba, ja retirat, guanyador d'una medalla olímpica.
Membre del club San Pablo Valdeluz d'hoquei, va participar als 18 anys en els Jocs Olímpics d'Estiu de 1984 realitzats a Los Angeles (Estats Units), on va aconseguir guanyar un diploma olímpic en la competició masculina d'hoquei sobre herba al finalitzar vuitè amb la selecció espanyola. Absent dels Jocs Olímpics d'estiu de 1988 i 1992 va participar en els Jocs Olímpics d'Estiu de 1996 realitzats a Atlanta (Estats Units), on va aconseguir guanyar la medalla de plata en finalitzar segon en la competició olímpica.